# Eilema complana
Espèce
Synonymes
- Phalaena complana Linnaeus, 1758
- Manulea complana (Linnaeus, 1758)

Eilema complana, le Manteau à tête jaune ou la Lithosie aplatie, est une espèce de lépidoptères (papillons) de la famille des Erebidae et de la sous-famille des Arctiinae.
On la trouve dans toute l'Europe (sauf l'extrême Nord) jusqu'en Asie.
Le papillon a une envergure de 28 à 35 mm.
Il vole dans les forêts de feuillus, de juin à septembre selon les endroits, en une génération.
La chenille se nourrit sur des lichens et des mousses, accessoirement des plantes au ras du sol.